# Bieringowskij
Bieringowskij – osiedle typu miejskiego w Rosji, w Czukockim Okręgu Autonomicznym. W 2010 roku liczyło 1401 mieszkańców.